# Велика жупа Дубрава
Велика жупа Дубрава (хорв. Velika župa Dubrava) — адміністративно-територіальна одиниця Незалежної Держави Хорватії (НДХ), що існувала з 30 червня 1941 до 8 травня 1945 року на території сучасних Хорватії та Боснії і Герцеговини. Адміністративний центр — Дубровник.
Цивільною адміністрацією у великій жупі керував великий жупан, якого призначав поглавник (вождь) Анте Павелич. У цій великій жупі посаду великого жупана обіймав д-р Анте Ніколич.
Велика жупа поділялася на райони, які називалися «котарські області» (хорв. kotarske oblasti) і збігалися в назві з їхніми адміністративними центрами. У 1941—1943 роках це були такі райони:
- Білеча
- Дубровник
- Ґацько
- Любинє (до 15 вересня 1941 р.)
- Равно (з 15 вересня 1941 р.)
- Столаць
- Требинє
- Чапліна

Крім того, в окрему адміністративну одиницю було виділено місто Дубровник.
З 1 березня 1943 року діяло т. зв. районне відділення (хорв. kotarska ispostava) із центром у Яніні.
Із падінням Італії межі цієї великої жупи змінилися. Крім вищеназваних районів, до складу великої жупи ввійшли:
- райони Котор і Корчула
- міста Герцег-Нові і Котор
- адміністративні утворення (хорв. upravne općine) Ластово і Бабино Поле
- визволена частина адміністративного утворення Конавле-Груде.

Але утвердження там хорватської влади стало проблемою. У середині 1943 у великій жупі Дубрава з'явився новий військово-політичний суб'єкт — гітлерівська армія, яка роззброює четників і витісняє вплив італійського чинника на цю територію. Конавле опинилося під німецькою військовою і чорногорською цивільною адміністрацією, а крім того, там було велике скупчення партизанських сил. На початку 1944 року партизанів витіснили, але вони повернулися в травні того ж року.
20 травня 1944 року у прибережній зоні було оголошено надзвичайний стан. Це оголошення поширилося і на всю велику жупу, тому цивільну владу замінила військова. Питання цивільного управління перейшли до командувача військ берегової ділянки річки Неретва.
5 липня 1944 року три райони цієї великої жупи (Столаць, Чапліна і Гацько) було приєднано до великої жупи Хум.
28 березня 1945 з питань цивільного управління було призначено спеціального цивільного керівника, незважаючи на оголошений надзвичайний стан. Керівник був підлеглим військовому командувачу прибережної ділянки Неретви.